# Klausismo

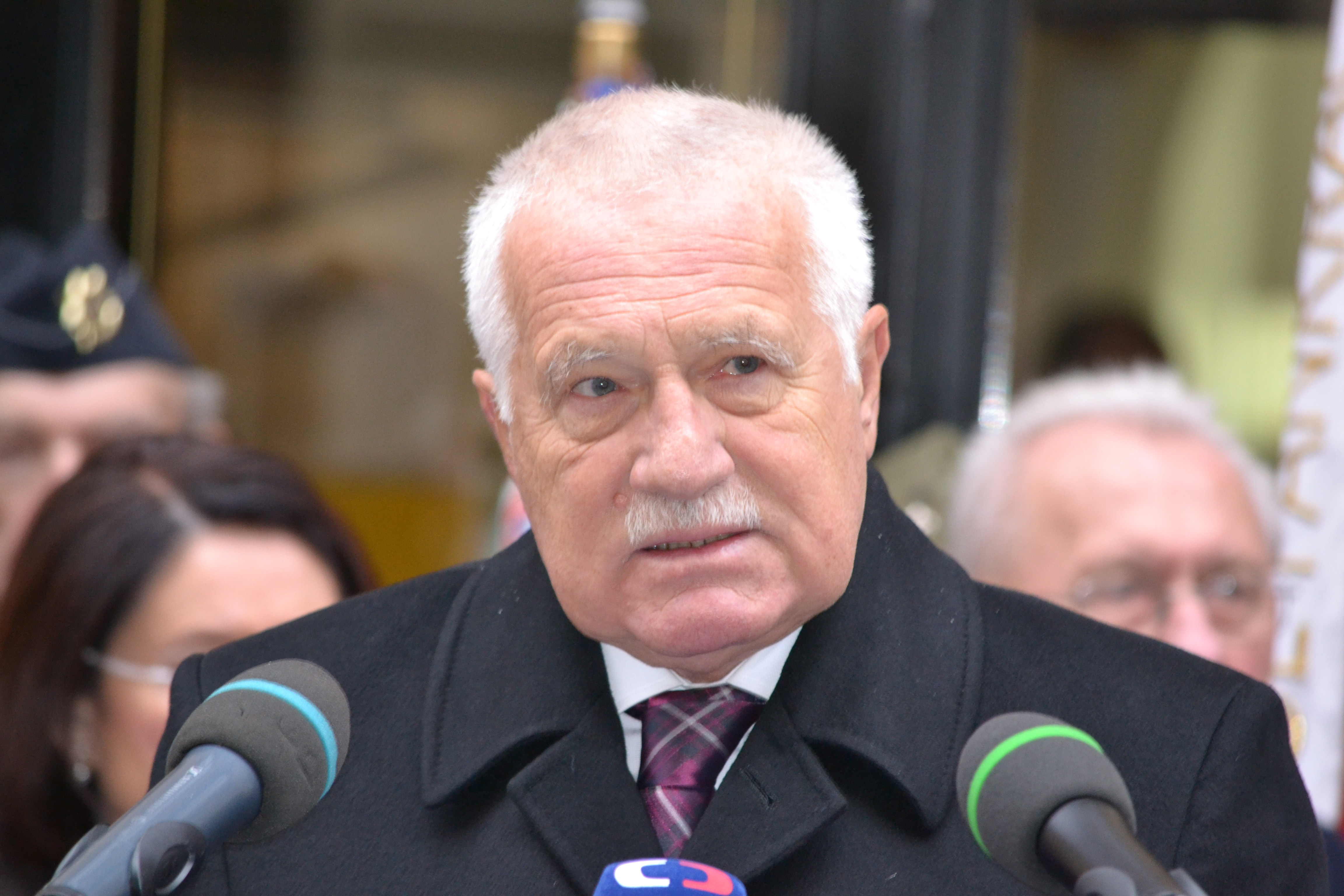
Václav Klaus nel 2007, fautore del Klausismo

Klausismo (in ceco Klausismus) è il nome adoperato in politica ceca per riferirsi alla dottrina politica di Václav Klaus, presidente della Repubblica Ceca dal 2003 al 2013 e usato per la prima volta da Mirek Topolánek per definire l'ideologia politica del Partito Democratico Civico. Il termine non è mai stato usato da Klaus, si parla dunque spesso di "klausismo senza Klaus".
Le posizioni politiche del klausismo includono l'euroscetticismo, la negazione del riscaldamento globale, l'opposizione ai diritti degli omosessuali e il supporto al libero mercato, sovente descritto come un mix tra il nazionalismo ceco, il conservatorismo e il liberalismo nazionale.